# Axel Pålman
Axel Robert Pålman, född 9 juni 1860 i Stora Tuna socken, död 7 maj 1936 i Stockholm, var en svensk veterinär.
Axel Pålman var son till handlaren Per Adolf Pålman. Han avlade mogenhetsexamen i Falun 1879 och veterinärexamen 1883. Pålman blev distriktsveterinär i Lindesbergs distrikt 1883, lärare i hovbeslagslära vid Veterinärinstitutet 1899, adjunkt i hovens sjukdomar och hovbeslagslära där 1907 samt lärare i dessa ämnen vid Veterinärhögskolan och föreståndare för dess hovslagarskola 1915. Han erhöll avsked 1926 och belönades amma år med Svenska veterinärläkareföreningens guldmedalj. Pålman var fältveterinärstipendiat 1891–1895, blev bataljonsveterinär i Fältveterinärkårens reserv 1897, vid Livregementets dragoner 1902 och vid Positionsartilleriregementet 1906, övergick åter till Fältveterinärkårens reserv 1908, blev regementsveterinär där 1913 samt avgick ur armén 1925. Pålman var initiativtagare till bildandet av Lindes travklubb, en av de första i Sverige, men ändamål att verka för hästaveln och hästskötselns förbättrande. Han deltog också i bildandet av Svenska travsällskapet 1900, och var 1900–1910 sekreterare samt 1911–1930 vice ordförande där. Under femtio års tid utförde han ett betydelsefullt arbete inom svensk travsport och omhuldade särskilt aveln av nordsvensk brukshäst. Han var även engagerad för en god hovvård bland svenska uppfödare. Han var även engagerad i upprättandet av hingstuppfödningsanstalten i Wången. Pålman utgav ett stort antal skrifter rörande hästavel, hovbeslagskonst och travsport. Bland hans vetenskapliga arbeten märks Om belastnings- och understödsteorierna i hovbeslagsläran (1910), Om förhållandet mellan hornkapseln och hovbenet (1921) samt Zu Behandlung des Platt- und Vollhufes (1926). 1892 startade han Kalender för svensk trafsport (1892–1896, 1901–1908), från 1909 Svensk trafsport.